# سروک (تاجیکستان)
سَروَک (به تاجیکی: Сарвак) که سَروَک‌سای (Сарваксой) و سَروَن هم نامیده می‌شود یک برون‌بوم تاجیکستان در درون ازبکستان است.
این برون‌بوم در سال ۱۹۹۱ تشکیل شده‌است.
روستای سروگ به استان سغد تاجیکستان تعلق دارد ولی توسط منطقه آشت ازبکستان احاطه شده‌است.
در این برون‌بوم دو روستا به نام‌های سروک و سروک بالا قرار دارد که جمعاً ۱۵۰ نفر جمعیت دارند.
مساحت این برون‌بوم ۸٫۴ کیلومتر مربع است و در راه میان دو شهر آهنگران و خُجَند واقع شده‌است. نزدیک‌ترین فاصله میان سروک و خاک اصلی تاجیکستان ۱٫۲ کیلومتر است.